# Martutene
Martutene es un barrio situado al sur de San Sebastián (España) en las riberas del río Urumea, entre los barrios de Loyola, y la localidad de Astigarraga. En dicho barrio se encuentra la cárcel que lleva su mismo nombre. Según el padrón de 2004, contaba con 2.712 habitantes.

## Historia
El barrio toma el nombre del caserío Martutene, bar "El Estanco" en la actualidad, junto al puente que cruza el Urumea. Se tiene constancia de que este puente y el caserío existían ya en el año 1841, por una carta dirigida al alcalde de San Sebastián el 7 de marzo de 1846 pidiendo la aprobación de 670 reales para reparar el puente de madera que se encontraba en mal estado.
El comienzo del barrio de Martutene como tal se produce cuando, impulsado por el presidente de la compañía del tranvía que unía San Sebastián y Hernani a través de la vega del Urumea, un grupo de empresarios promueve la construcción de una serie de casas de campo, alrededor de un gran parque destinado al ocio y al deporte. El parque estaba en los terrenos del caserío Larrañategui, donde se encuentra el antiguo Colegio de los Agustinos en la actualidad.
En el año 1906 se construyen las primeras casas solariegas, en la ribera izquierda del Urumea, cerca del puente y del caserío Martutene. Se puede decir que estos primeros palacetes y el parque de recreo son el origen del barrio. El año 1908 se inaugura una plaza de toros, ya en la ribera derecha pero debido al poco éxito de la misma se derriba en 1923 y se construyen una serie de casas unifamiliares. El parque fue cerrado en 1912, pero continuó siendo lugar de excursiones y romerías por lo que en el año 1929 se abrieron los jardines, que pasaron a denominarse Campos Eliseos.
En 1948 se inauguró entre Loyola y Martutene el centro penitenciario. Para entonces el barrio ya había empezado a cambiar, con la creación de pequeñas fábricas y talleres, adquiriendo el barrio un carácter más industrial en contra del carácter aristocrático y lúdico que había tenido en sus orígenes.
En la actualidad, es un entorno de carácter rural, industrial y residencial, donde conviven caseríos (cada vez menos), sidrerías, villas, y bloques de viviendas con pequeñas y medianas industrias. Existen una serie de grandes proyectos e infraestructuras que ya han modificado el entorno y van a afectar en gran medida al barrio, como son: segundo cinturón de San Sebastián, proyecto para nuevas viviendas en Antondegi, tren de alta velocidad, etc.

## Zonas del barrio
Según el Plan General de Ordenación Urbanística el barrio de Martutene se divide en varias zonas.
- Antzita
- Torrua Zahar
- Mateo Gaina
- Campos Eliseos
- Martutene
- Sarrueta
- Portutxo
- Antondegi

## Fiestas
Celebra sus fiestas coincidiendo con la festividad del Pilar, 12 de octubre. Durante las mismas se celebra, entre otros actos, una feria de la sidra (Sagardo Eguna) y de productos del campo, donde los baserritarras (agricultores de la zona) exponen y venden todo tipo de productos del campo. Juegos para los niños, cross popular, verbenas y demás actuaciones completan los actos festivos.

## Cárcel de Martutene
La prisión de Martutene es el único centro penitenciario situado en la provincia de Guipúzcoa. Posee una capacidad para 150 reclusos aunque a principios de 2007 tenía ingresados 320 presos. Esta cárcel fue construida en 1948 y aunque ha sufrido diversas reformas se encuentra en un estado obsoleto y se prevé su cierre a medio plazo con la construcción de una nueva cárcel en Guipúzcoa.
La cárcel suele considerarse aproximadamente como la frontera entre los barrios de Loyola y Martutene y aunque lleva el nombre del segundo de los barrios, el ayuntamiento de San Sebastián en su callejero municipal lo considera como parte de Loyola.

## Calles del barrio
- Alto de Antondegui, Camino del / Antondegi Gaineko Bidea
- Ander Arzelus Luzear, Plaza de / Ander Arzelus Luzear Plaza
- Artolategi, Calle / Artolategi Kalea
- Apostolado Calle del / Apostolutza Kalea
- Barcaiztegui, Camino de / Barkaiztegi Bidea
- Basozábal, Camino de / Basozabal Bidea
- Elenategui, Calle de / Elenategi Kalea
- Eguzki Eder, Calle de / Eguzki Eder Kalea
- Goiaztxiki, Camino de / Goiaztxiki Bidea
- Goizueta, Calle de / Goizueta Kalea
- Hípica, Camino de la / Hipika Bidea
- Ibayalde, Calle de / Ibaialde Kalea
- Irasmoene, Calle de / Irasmoene Kalea
- Larrañategui, Camino de / Larrañategi Bidea
- Lugañene, Paseo de / Lugañene Pasealekua
- Lugañene, Puente de / Lugañeneko Zubia
- Marie Curie, Parque de / Marie Curie Parkea
- Marrus, Camino de / Marrus Bidea
- Martutene, Paseo de / Martutene Pasealekua
- Mateo Errota, Calle / Mateo Errota Kalea
- Muntogorri, Camino de / Muntogorri Bidea
- Nuestra Señora del Pilar, Grupo / Pilarreko Andre Mariaren Auzunea
- Oquendotegui, Camino de / Okendotegi Bidea
- Petritegui, Camino de / Petritegi Bidea
- Sarroeta, Paseo de / Sarroeta Pasealekua
- Tranvía, Calle del / Tranbia Kalea
- Ubarburu, Paseo de / Ubarburu Pasealekua
- Ubegui, Travesía de / Ubegi Zeharbidea

## Asociacionismo
- Martutene Kirol Elkartea: club de fútbol. Desde 2006 el barrio cuenta con este equipo de fútbol en la categoría de Regional Preferente, aunque en 2007 descendieron a 1.ª Regional.
- Asociación Sarroeta Elkartea: asociación de vecinos.
- Asociación de jubilados y pensionistas "Lurrargi" de Martutene.

## Equipamientos
- Etxarriene: centro sociocultural con diversos espacios y actividades.[1]
- Haurtxokoa.[2]
- Gaztelekua.[3]
- Cárcel de Martutene.
- Polígono 27: principal polígono industrial, no solo de Martutene sino de la ciudad de San Sebastián.